# T. H. Stone Memorial St. Joseph Peninsula State Park
Der T. H. Stone Memorial St. Joseph Peninsula State Park, oft auch nur St. Joseph Peninsula State Park genannt, ist ein State Park im Gulf County im US-Bundesstaat Florida. Der Park liegt auf einer langgestreckten Halbinsel vor der Küste zum Golf von Mexiko und ist bekannt für seine Sandstrände, die zu den schönsten der USA gezählt werden.

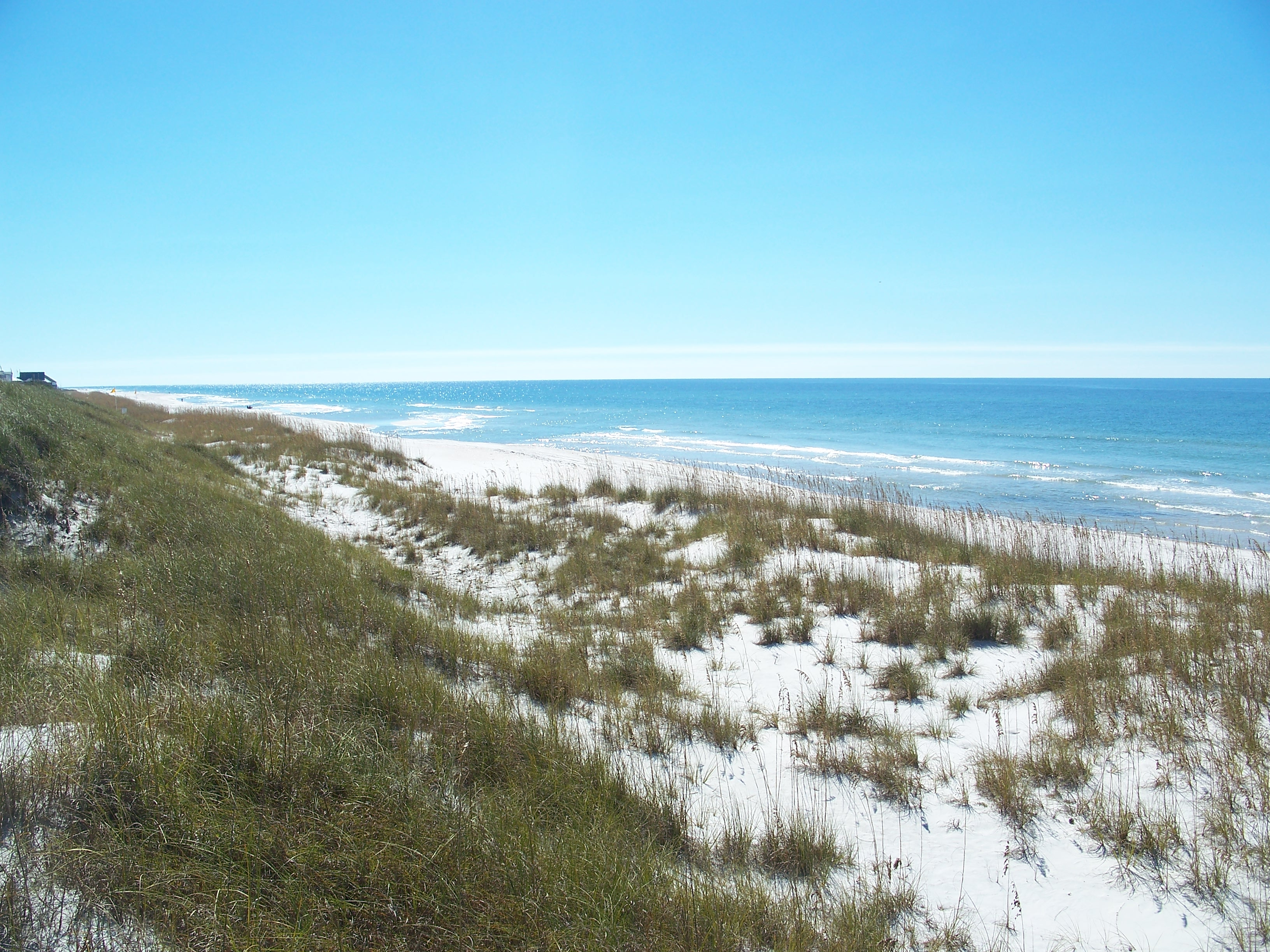
Strand im St. Joseph Peninsula State Park

## Geographie
Der 1018 ha große Park erstreckt sich über die nördliche Hälfte der St. Joseph Peninsula, einer langgestreckten Halbinsel, die westlich von Port St. Joe liegt und die St. Joseph Bay bildet. Die barriereinselartigte Halbinsel ist 32 km lang und nur bis zu 1,5 km breit und erstreckt sich von Cape San Blas im Süden bis zum St. Joseph Point im Norden. Der Park verfügt über 14 km lange weiße Sandstrände und über 7 m hohe Dünen. 

## Flora und Fauna
Das Innere der Halbinsel ist dicht bewaldet, teils mit Wäldern aus Virginia-Eichen oder mit strauchartigen Sand-Kiefern. Zum Ufer der St. Joseph Bay gibt es Küstenwälder und Salzwiesen. 
Der Park ist ein hervorragendes Vogelbeobachtungsgebiet, das zum Florida Birding Trail gezählt wird und in dem 209 Vogelarten gesichtet wurden. Neben den ständig im Park lebenden Meeresvögeln ist der Park im Frühling und Herbst ein wichtiger Rastplatz für Zugvögel und Schmetterlinge. Daneben können im Parkgebiet Weißwedelhirsche, Rotluchse, Füchse, Otter, Waschbären, Gürteltiere und zahlreiche andere Tierarten beobachtet werden. Im Sommer legen Meeresschildkröten an den Stränden ihre Eier ab. 

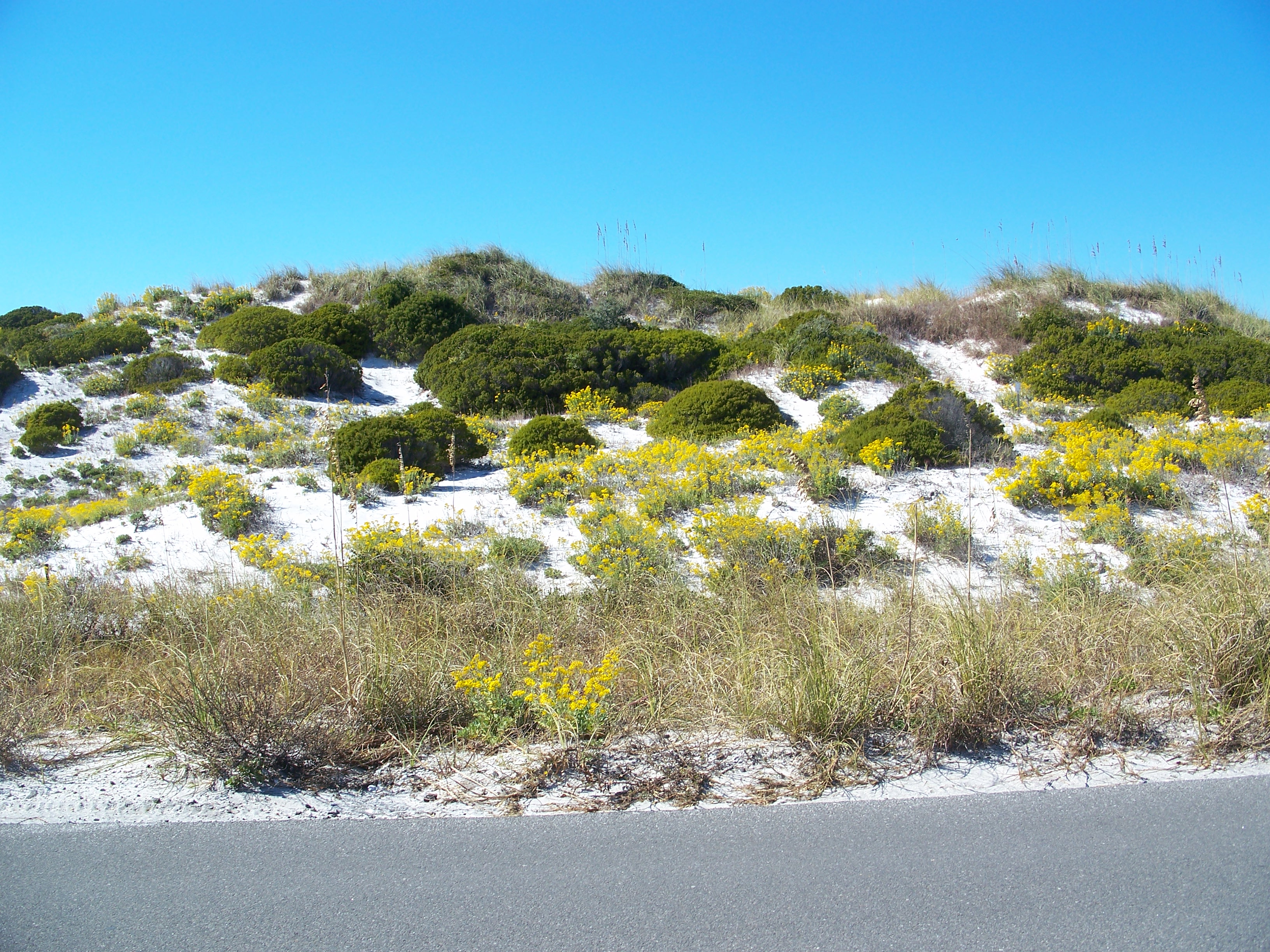
Dünen im St. Joseph Peninsula State Park

## Geschichte
1868 erwarb die Familie Stone umfangreichen Grundbesitz um die St. Joseph Bay, einschließlich der Halbinsel. T. H. Stone erbaute auf der Halbinsel bereits in den 1920er Jahren ein erstes Badehaus. 1940 wurde die Halbinsel an die US-Regierung verkauft, die sie als Übungsgebiet der U.S. Armee nutzte. 1967 wurde der State Park eröffnet und zu Ehren des früheren Besitzers nach T. H. Stone benannt. 1999 wurde der Strand zum Golf von Mexiko von  Stephen Leatherman alias Dr. Beach in dessen jährlichem Ranking America’s Best Beaches als drittbester und 2002 als bester Strand der USA bezeichnet. In den letzten Jahren wurde das Parkgebiet mehrfach – 1995 von Opal, 1998 von Earl, 2004 von Ivan und 2005 von Dennis – von Hurrikanen getroffen, die an den Dünen und Stränden teils erhebliche Zerstörungen durch Erosion verursachten. 

## Aktivitäten
Das Parken im Parkgebiet ist gebührenpflichtig. Nur die ersten drei Kilometer des State Parks sind touristisch erschlossen, die weiteren 12 km bis zum St. Joseph Point sind eine 708 ha große Wilderness Preserve und dürfen nur mit Genehmigung betreten werden. Durch den Park führen 6 km asphaltierte Straßen sowie 25 km Wanderwege, darunter mit dem Maritime Hammock Trail, dem Bay View Trail und dem 9 km langen Wilderness Preserve Trail drei Nature Trails.
Mit Gulf Breeze und Shady Pines gibt es zwei Campingplätze mit insgesamt 118 Stellplätzen, außerdem gibt es an der St. Joseph Bay acht Übernachtungshütten. Die beiden Campingplätze sind durch einen 500 m langen Bohlenweg miteinander verbunden. Am Eagle Harbor an der St. Joseph Bay befindet sich eine Bootsrampe und eine kleine Marina, hier gibt es auch einen Picknickbereich mit Pavillons, Spielplatz, Restaurant, Kiosk und  Bootsvermietung sowie Sanitäranlagen. Das klare, meist ruhige Wasser der flachen St. Joseph Bay ist ideal zum Angeln, Schnorcheln, Kanu oder Kajak fahren, während der Muschelsaison ist Muschelsuchen sehr beliebt. An der Rangerstation werden Vorträge und Führungen angeboten. 
Der Strand zur Golfküste verfügt ebenfalls über Sanitäranlagen, Duschen und Picknickbereiche und ist ideal zum Sonnenbaden und schwimmen.